# Filmový producent
Filmový producent je osoba dohlížející na proces tvorby filmu, která je zaměstnancem produkční společnosti nebo pracující nezávisle.

## Činnost
Producent plánuje a koordinuje různé aspekty filmové produkce, mezi něž patří výběr scénáře, koordinace tvorby či úprav scénáře, režie, střihu a zařizování financování celého projektu. Je zodpovědný za hledání a výběr vhodných námětů. Pokud připravovaný film nevychází z již existujícího scénáře, najímá scenáristu a dohlíží na vývoj scénáře. Producent také najímá režiséra a další klíčové členy štábu, dohlíží na časový rozvrh tvorby filmu a určený rozpočet. Jestliže režisér uskuteční během tvorby filmu umělecké rozhodnutí, producent obvykle zařizuje logistiku a finanční stránku. Někteří režiséři si vlastní filmy produkují sami.
Producent dohlíží na předprodukci, produkci i postprodukci filmu a v dalších fázích před vydáním také na marketing a distribuci filmu.
Producenti nemohou vždy dohlížet na veškerou činnost v rámci tvorby filmu. Hlavní producent nebo vedoucí producent proto může najmout další spolupracující producenty, produkční či asistenty produkce a delegovat na ně část této práce.